# 卢克·肯德尔
卢克·肯德尔（英語：Luke Kendall，1981年5月25日—），澳大利亚男子篮球运动员。他曾代表澳大利亚国家队参加2006年英联邦运动会篮球比赛，获得一枚金牌。他也曾参加2006年世界篮球锦标赛。